# Regim de maximă siguranță

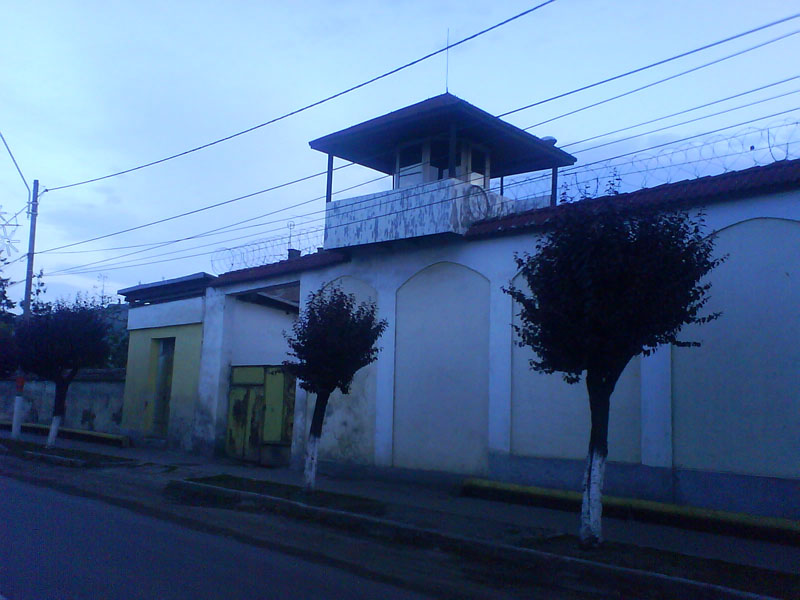
Penitenciarul Aiud, unul dintre penitenciarele cu regim de maximă siguranță din România.

Regimul de maximă siguranță este cel mai dur dintre regimurile de detenție aplicate în mai multe state în cazul pedepsei cu închisoarea sau cu detențiunea pe viață. Acesta este aplicat de la începutul executării pedepsei doar în cazul detențiunii pe viață ori a pedepselor cu închisoarea mai mare de 13 ani, ori în cazul în care infractorul reprezintă un risc pentru siguranța penitenciarului.

### Acte normative
- Parlamentul României, Legea 254/2013 privind executarea pedepselor și a măsurilor privative de libertate dispuse de organele judiciare în cursul procesului penal.